# Lamoine (Maine)
Lamoine es un pueblo ubicado en el condado de Hancock en el estado estadounidense de Maine. En el Censo de 2010 tenía una población de 1.602 habitantes y una densidad poblacional de 24,68 personas por km².

## Geografía
Lamoine se encuentra ubicado en las coordenadas 44°29′31″N 68°19′12″O / 44.49194, -68.32000. Según la Oficina del Censo de los Estados Unidos, Lamoine tiene una superficie total de 64.92 km², de la cual 46.16 km² corresponden a tierra firme y (28.91%) 18.77 km² es agua.

## Demografía
Según el censo de 2010, había 1.602 personas residiendo en Lamoine. La densidad de población era de 24,68 hab./km². De los 1.602 habitantes, Lamoine estaba compuesto por el 98% blancos, el 0.5% eran afroamericanos, el 0.12% eran amerindios, el 0.5% eran asiáticos, el 0% eran isleños del Pacífico, el 0.06% eran de otras razas y el 0.81% pertenecían a dos o más razas. Del total de la población el 0.69% eran hispanos o latinos de cualquier raza.